# Ironbound
| Críticas profissionais | Críticas profissionais |
| Avaliações da crítica  | Avaliações da crítica  |
| Fonte                  | Avaliação              |
| ---------------------- | ---------------------- |
| allmusic               | 4 de 5 estrelas.       |
| Território da Música   | [ 1 ]                  |

Ironbound é o 15º álbum de estúdio da banda de Thrash/Groove Metal americana Overkill, lançado em 2010.

## Faixas
Todas as faixas escritas por Ellsworth e Verni.
| N.º | Título                  | Duração |  |
| 1.  | "The Green and Black"   | 8:14    |  |
| 2.  | "Ironbound"             | 6:35    |  |
| 3.  | "Bring Me the Night"    | 4:18    |  |
| 4.  | "The Goal Is Your Soul" | 6:43    |  |
| 5.  | "Give a Little"         | 4:44    |  |
| 6.  | "Endless War"           | 5:43    |  |
| 7.  | "The Head and Heart"    | 5:13    |  |
| 8.  | "In Vain"               | 5:15    |  |
| 9.  | "Killing for a Living"  | 6:16    |  |
| 10. | "The SRC"               | 5:03    |  |

## Créditos
Banda
- Bobby "Blitz" Ellsworth - vocal
- D.D. Verni - baixo, vocal de apoio
- Dave Linsk - guitarra solo, guitarra rítmica, vocal de apoio
- Derek "Skull" Tailer - guitarra rítmica, vocal de apoio
- Ron Lipnicki - bateria

Produção
- Mixado por Peter Tagtgren no Abyss Studio[4]
- Engenheiros: Verni e Linsk
- Masterizado por Jonas Kjellgren
- Editado por Dan Korneff
- Capa e layout: Travis Smith
- Fotos: Eddie Malluk
- Gravado no Gear Recording Studio, Shrewsbury NJ, Julho-Set 2009.
- Gravação adicional no JRod Productions por Jon "Jonnyrod" Ciorciari.
- Gravação adicional no SKH Recording Studios, Stuart Florida por Linsk.

## Listas de vendas
| Chart (2010)              | Melhor posição |
| ------------------------- | -------------- |
| Billboard Top Heatseekers | 4              |
| Top Independent Albums    | 24             |
| Top Hard Rock Albums      | 20             |
| U.S. Billboard 200        | 192            |
| Alemanha                  | 31             |
| Áustria                   | 61             |
| Suíça                     | 77             |
| Tastemaker Albums         | 14             |